# Calamotropha paludella
Calamotropha paludella là một loài bướm đêm thuộc họ Crambidae. Nó được tìm thấy ở châu Âu, châu Phi, Úc và phần lớn các khu vực ở châu Á.
Sải cánh dài 23–29 mm. Con trưởng thành bay từ tháng 6 đến tháng 8 tùy theo địa điểm.
Ấu trùng ăn Typha latifolia và đôi khi là loài Typha angustifolia.

## Hình ảnh

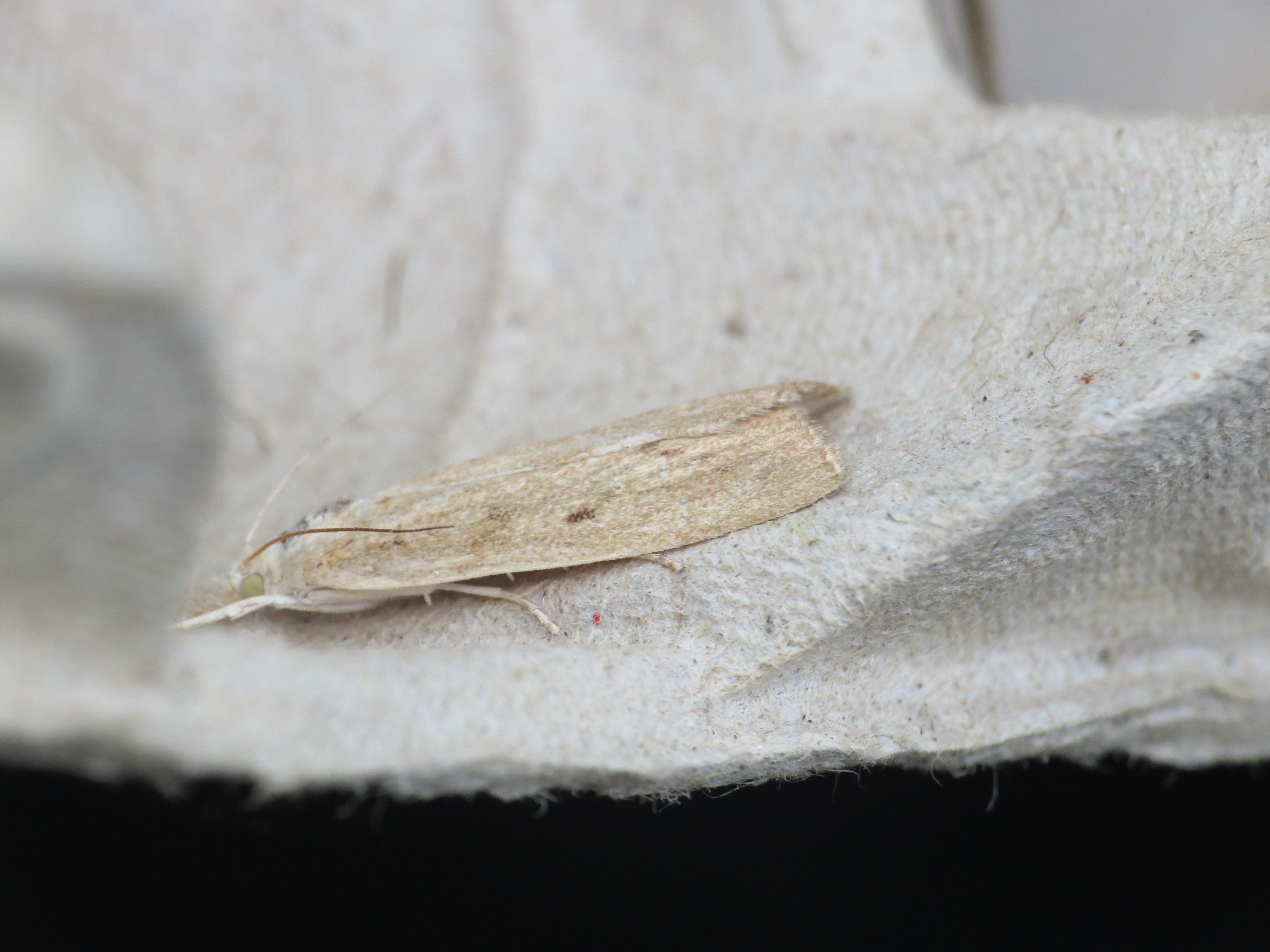
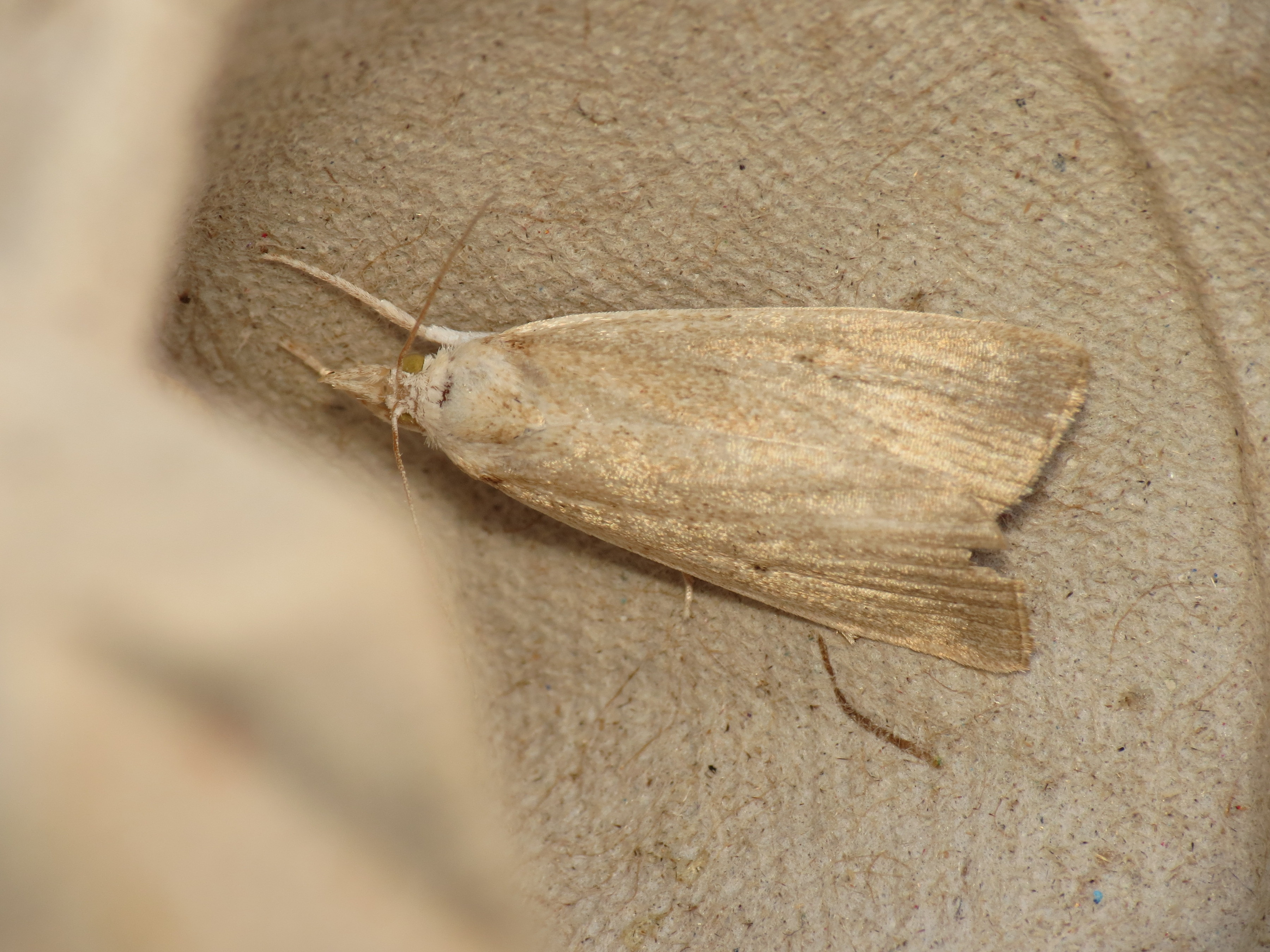
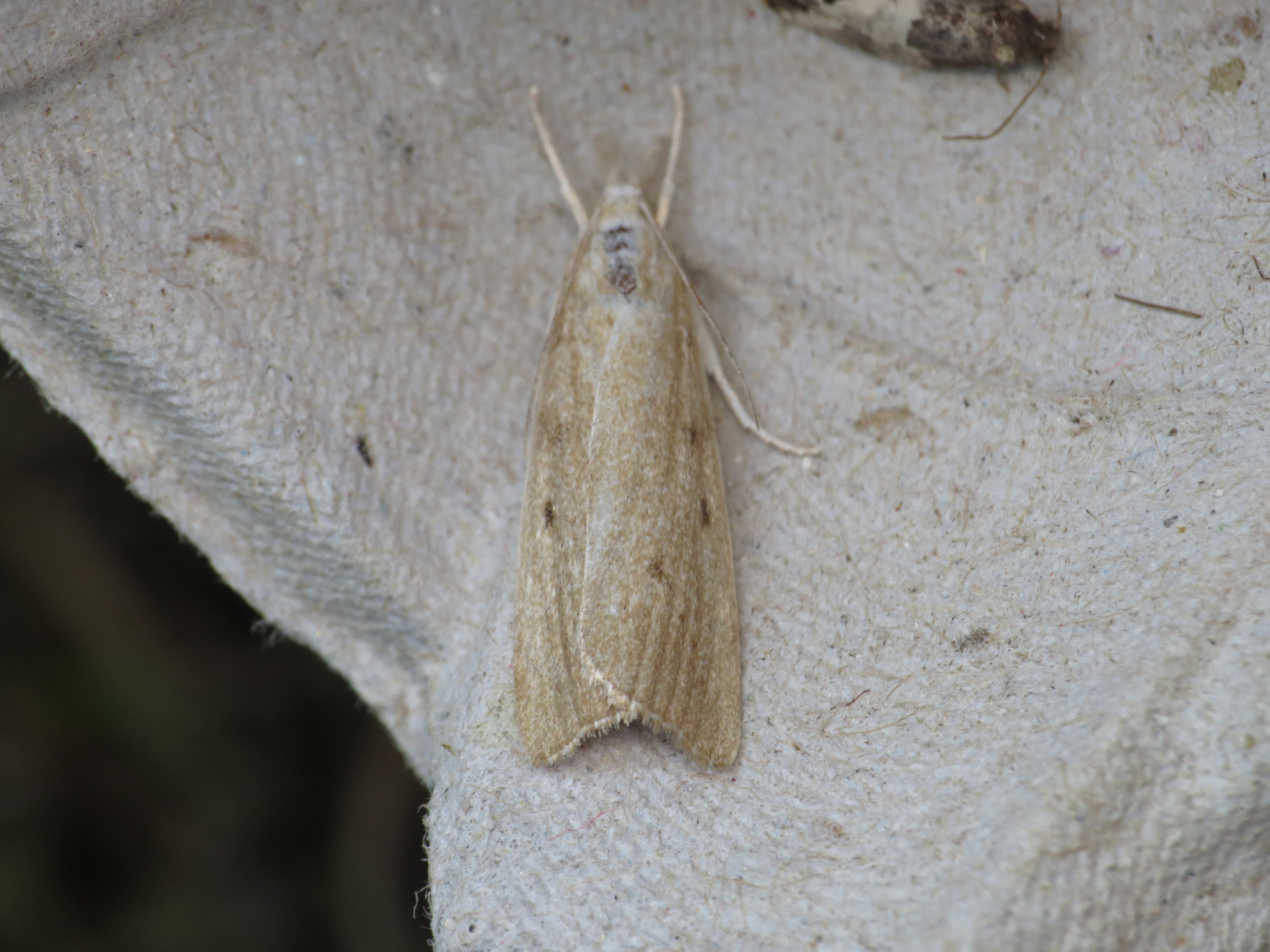
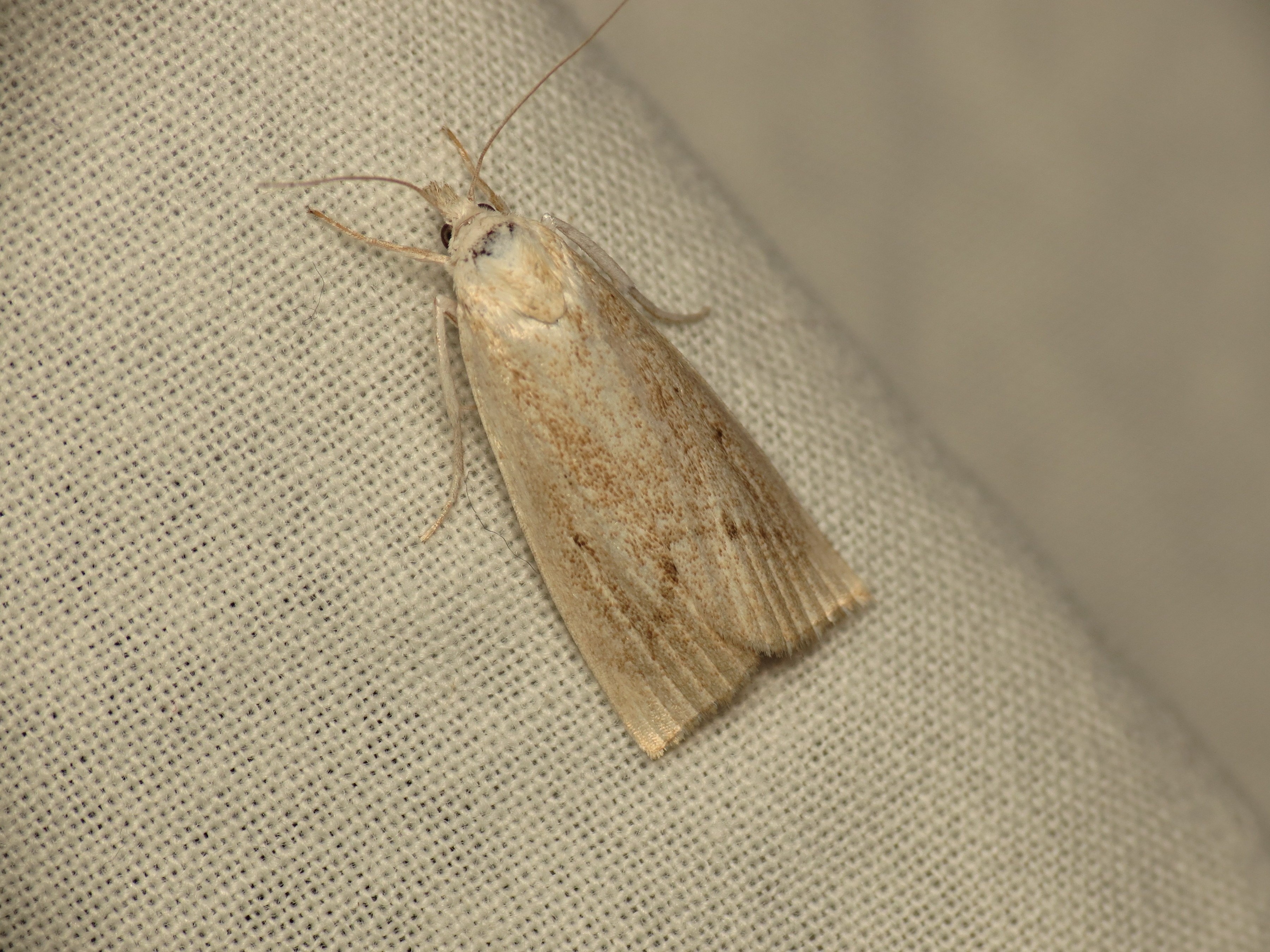